# Odd Lirhus
Odd Lirhus (ur. 18 września 1956 w Voss) – norweski biathlonista, wicemistrz olimpijski i pięciokrotny medalista mistrzostw świata.

## Kariera
Pierwsze sukcesy osiągnął w 1976 roku zdobywając srebrny medal w sprincie i brązowy w sztafecie podczas mistrzostw świata juniorów w Mińsku. Na rozgrywanych rok później mistrzostwach świata juniorów w Vingrom zwyciężył w sztafecie, a w sprincie ponownie był drugi.
W Pucharze Świata zadebiutował 14 stycznia 1978 roku w Ruhpolding, zajmując dziewiąte miejsce w sprincie. Na podium zawodów tego cyklu po raz pierwszy stanął 2 marca 1978 roku w Hochfilzen, wygrywając bieg indywidualny. Wyprzedził na podium dwóch reprezentantów NRD: Franka Ullricha i Eberharda Röscha. W kolejnych startach jeszcze siedem razy stawał na podium, odnosząc przy tym jeszcze jedno zwycięstwo: 6 stycznia 1984 roku w Falun ponownie triumfował w biegu indywidualnym. Zwycięstwo to było jednocześnie jego ostatnim podium w zawodach pucharowych. Najlepsze wyniki osiągnął w sezonie 1982/1983, kiedy zajął piąte miejsce w klasyfikacji generalnej.
W 1978 roku wystartował na mistrzostwach świata w Hochfilzen, gdzie zdobył dwa medale. Najpierw zwyciężył w biegu indywidualnym, wyprzedzając Franka Ullricha i Eberharda Röscha. W sprincie zajął szóste miejsce, natomiast w sztafecie razem z Torem Svendsbergetem, Roarem Nilsenem i Sigleifem Johansenem był drugi. Na rozgrywanych rok później mistrzostwach świata w Ruhpolding wywalczył srebrny medal w sprincie, rozdzielając na podium Franka Ullricha i Włocha Luigiego Weissa.
Kolejny medal wywalczył podczas mistrzostw świata w Mińsku w 1982 roku, wspólnie z Eirikiem Kvalfossem, Kjellem Søbakiem i Rolfem Storsveenem zajmując drugie miejsce w sprincie. Był tam też czwarty w sprincie, przegrywając walkę o podium z Władimirem Alikinem z ZSRR o 5,5 sekundy. Ostatnie podium w zawodach tego cyklu zdobył na mistrzostwach świata w Anterselvie w 1983 roku, gdzie sztafeta Norwegii w składzie: Øivind Nerhagen, Kjell Søbak, Eirik Kvalfoss i Odd Lirhus zajęła trzecią pozycję.
W 1984 roku wystartował na igrzyskach olimpijskich w Lake Placid, gdzie w startach indywidualnych zajął siódme miejsce w sprincie i 23. miejsce w biegu indywidualnym, a w sztafecie był czwarty. Brał też udział w igrzyskach olimpijskich w Sarajewie cztery lata później, zdobywając razem z Kvalfossem, Storsveenem i Søbakiem kolejny srebrny medal w sztafecie. Wystąpił tam także w biegu indywidualnym, kończąc rywalizację na 24. miejscu.
Po zakończeniu czynnej kariery został trenerem. Trenował między innymi Kati Wilhelm i Liv Grete Poirée.

## Osiągnięcia

### Igrzyska olimpijskie
| Rok  | Miejscowość | Konkurencje | Konkurencje | Konkurencje | Konkurencje | Konkurencje | Konkurencje | Konkurencje |
| Rok  | Miejscowość | IN          | SP          | PU          | MS          | RL          | MR          | SR          |
| ---- | ----------- | ----------- | ----------- | ----------- | ----------- | ----------- | ----------- | ----------- |
| 1980 | Lake Placid | 23.         | 7.          | nd.         | nd.         | 4.          | nd.         | –           |
| 1984 | Sarajewo    | 24.         | –           | nd.         | nd.         | 2.          | nd.         | –           |

### Mistrzostwa świata
| Rok  | Miejscowość | Konkurencje | Konkurencje | Konkurencje | Konkurencje | Konkurencje | Konkurencje | Konkurencje |
| Rok  | Miejscowość | IN          | SP          | PU          | MS          | RL          | MR          | SR          |
| ---- | ----------- | ----------- | ----------- | ----------- | ----------- | ----------- | ----------- | ----------- |
| 1978 | Hochfilzen  | 1.          | 6.          | nd.         | nd.         | 2.          | nd.         | –           |
| 1979 | Ruhpolding  | 21.         | 2.          | nd.         | nd.         | 4.          | nd.         | –           |
| 1981 | Lahti       | –           | 18.         | nd.         | nd.         | 4.          | nd.         | –           |
| 1982 | Mińsk       | 11.         | 4.          | nd.         | nd.         | 2.          | nd.         | –           |
| 1983 | Anterselva  | 5.          | 10.         | nd.         | nd.         | 3.          | nd.         | –           |

### Puchar Świata

#### Miejsca w klasyfikacji generalnej
| Sezon     | Miejsce |
| --------- | ------- |
| 1977/1978 | 19.     |
| 1978/1979 | 21.     |
| 1979/1980 | ?       |
| 1980/1981 | ?       |
| 1981/1982 | 6.      |
| 1982/1983 | 5.      |
| 1983/1984 | 6.      |

#### Miejsca na podium chronologicznie
| Lp. | Dzień       | Rok  | Miejscowość | Konkurencja                | Lokata | Pudła   | Czas biegu | Strata | Zwycięzca        |
| --- | ----------- | ---- | ----------- | -------------------------- | ------ | ------- | ---------- | ------ | ---------------- |
| 1.  | 2 marca     | 1978 | Hochfilzen  | Bieg indywidualny na 20 km | 1.     | 1+0+0+0 | 1:05:26,3  | –      | –                |
| 2.  | 31 stycznia | 1978 | Ruhpolding  | Sprint na 10 km            | 2.     | 1+2     | 40:35,3    | +53,2  | Frank Ullrich    |
| 3.  | 5 marca     | 1982 | Lahti       | Bieg indywidualny na 20 km | 2.     | 1+3+0+0 | 1:18:18,7  | +18,3  | Kjell Søbak      |
| 4.  | 6 marca     | 1982 | Lahti       | Sprint na 10 km            | 2.     | 1+2     | 33:51,4    | +28,3  | Matthias Jacob   |
| 5.  | 28 stycznia | 1983 | Ruhpolding  | Sprint na 10 km            | 3.     | 1+1     | 35:16,8    | +49,2  | Eirik Kvalfoss   |
| 6.  | 9 lutego    | 1983 | Anterselva  | Bieg indywidualny na 20 km | 2.     | 0+0+0+3 | 1:10:18,4  | +10,9  | Frank Ullrich    |
| 7.  | 5 marca     | 1983 | Lahti       | Bieg indywidualny na 20 km | 2.     | 0+0+1+2 | 1:13:40,6  | +12,7  | Algimantas Šalna |
| 8.  | 6 stycznia  | 1984 | Falun       | Bieg indywidualny na 20 km | 1.     | 0+0+0+0 | 1:01:52,8  | –      | –                |